# La protagonista
La protagonista es una película de Argentina filmada en colores dirigida por Clara Picasso sobre su propio guion que se estrenó el 9 de enero de 2020 y que tuvo como actores principales a Rosario Varela, Macarena Suárez Dagliano, Manuel Vignau e  Ignacio Rogers.

## Sinopsis
Paula  es actriz de profesión, pero tiene otro trabajo. Así resulta que un día, cuando estaba dando una clase en un café frustra un robo por casualidad, lo que la convierte en protagonista  de las noticias de la televisión y los diarios, pero a los pocos días esa fama fugaz desaparece y vuelve a su vida gris, en la que está en crisis con su profesión e intenta sobrellevar una reciente ruptura sentimental.

## Reparto
Participaron del filme los siguientes intérpretes:
- Rosario Varela
- Macarena Suárez Dagliano
- Ignacio Rogers
- Jimena del Pozo Peñalva
- Facundo Aquinos
- Ailín Zaninovich
- Manuel Vignau
- Ana Scannapieco
- Miguel Beláustegui
- Fernando Del Gener
- Luna Schapira

## Comentarios
Paraná Sendrós en Ámbito Financiero escribió:

”… 
describe a una de esas personas apocadas, que no saben aprovechar las oportunidades, incluso escapan de ellas, y sin animarse a enfrentar los conflictos se dejan llevar por el destino. Parece que no les pasa nada, porque ni siquiera expresan lo que sienten. …Muy buen debut cinematográfico de Rosario Varela, … Y buena reaparición de Clara Picasso, autora de observaciones precisas, puesta sencilla y tono casi diríamos rohmeriano, que, literalmente, filma cada diez años.

Alejandro Lingenti en La Nación opinó:

”Sesenta y cinco minutos alcanzan para que …esta película… capture con precisión un momento concreto en la vida de esa mujer sensible que Rocío Varela encarna con rigor y solvencia. En ella recae el peso de una historia de baja intensidad centrada en una crisis personal que se intuye pasajera. Y lo resuelve muy bien, apoyada por un elenco también efectivo, sobre todo cuando la comedia asoma con discreción y elegancia, la misma que aporta "Fuego", una preciosa canción de El Mató a un Policía Motorizado que suena, un par de veces, muy oportuna.”